# 大阪市立新北島中学校
大阪市立新北島中学校（おおさかしりつ しんきたじま ちゅうがっこう）は、大阪府大阪市住之江区にある公立中学校。

## 概要
住之江区の南部に位置する。地域の人口増加に伴い、1976年に大阪市立住之江中学校より分離する形で開校した。

## 沿革
現在の校区は1960年代までは金時にんじん畑が広がる農地だった。しかし近隣の平林や南港の開発が進んだことを背景に、1970年代初頭以降土地区画整理事業により宅地開発がおこなわれた。地域一帯は従来は北島町とよばれていたが、従来の北島町のうち区画整理で宅地化した地域には、1974年の住之江区発足の際に新北島の町名が設定されている。
宅地開発による地域の生徒数の増加のため、新たに開発された住宅地を校区とする中学校として、1976年に開校した。当初は大阪市立住之江中学校内に仮校舎を設置したが、1976年2学期より現在地での授業を開始している。
1989年には校区再編をおこない、大阪市立平林小学校の校区（平林地区）を、大阪市立南稜中学校校区より新北島中学校校区に編入している。

### 年表
- 1976年4月1日 - 大阪市立新北島中学校として開校。住之江中学校内に仮校舎を設置し、授業を開始する。
- 1976年8月31日 - 新校舎竣工。
- 1989年4月1日 - 校区再編のため、平林小学校区を通学区域に編入。

## 通学区域
大阪市立新北島小学校と大阪市立平林小学校の通学区域。
- 大阪市住之江区 新北島1～8丁目・泉1～2丁目・南港東1～4丁目・南港南1～7丁目・平林南1～2丁目・平林北1～2丁目。

## 交通・アクセス
- ニュートラム：平林駅より南東へ約500m。

## 出身者
- 柳ゆり菜 - グラビアアイドル、女優